# كوفمان غيست
كوفمان غيست (بالإنجليزية: Kaufman Geist)‏ هو منافس ألعاب قوى أمريكي، ولد في 5 فبراير 1895 في بروكلين في الولايات المتحدة، وتوفي في 21 أبريل 1948.

## وصلات خارجية
- كوفمان غيست على موقع أوليمبيديا (الإنجليزية)